# تششمة رحمان
تششمة رحمان هي قرية في مقاطعة سميرم، إيران. يقدر عدد سكانها بـ 290 نسمة بحسب إحصاء 2016.